# Alexandra Sergejewna Glaskowa
Alexandra Sergejewna Glaskowa (russisch Александра Сергеевна Гласкова; * 15. März 2006 in Miass) ist eine russische Freestyle-Skierin. Sie startet in der Disziplin Halfpipe.

## Karriere
Nachdem Alexandra Glaskowa einige FIS-Wettkämpfe in den Disziplinen Big Air, Slopestyle und Halfpipe bestritten hatte, spezialisierte sie sich auf Letztere. Hier wurde sie Anfang 2021 Juniorenweltmeisterin. Bei den Olympischen Winterspielen 2022 belegte sie den 14. Platz im Halfpipe-Wettkampf.